# یک نبرد پس از دیگری
یک نبرد پس از دیگری (انگلیسی: One Battle After Another) فیلم اکشن دلهره‌آور آمریکایی به نویسندگی و کارگردانی پل توماس اندرسن است. در این فیلم لئوناردو دی‌کاپریو، شان پن، بنیسیو دل تورو، رجینا هال، تیانا تیلور و چیس اینفینیتی به ایفای نقش می‌پردازند. این فیلم با الهام از رمان واینلند (۱۹۹۰) اثر توماس پینچن ساخته شده است. یک نبرد پس از دیگری قرار است در ۲۶ سپتامبر ۲۰۲۵ به‌وسیلهٔ وارنر برادرز پیکچرز در ایالات متحده و کانادا منتشر شود.

## داستان
️با بازگشت دشمن قدیمی پس از ۱۶ سال، گروهی از انقلابیون پیشین بار دیگر متحد می‌شوند تا دختر یکی از اعضای خود را نجات دهند.

## بازیگران
- لئوناردو دی‌کاپریو در نقش باب فرگوسن
- شان پن در نقش استیون جی. لاک‌جا
- بنیسیو دل تورو در نقش سنسی سرخیو
- رجینا هال در نقش دیاندرا
- تیانا تیلور در نقش پرفیدیا بورلی هیلز
- چیس اینفینیتی در نقش ویلا فرگوسن بورلی هیلز
- آلانا هایم
- وود هریس
- شِینا مک‌هیل
- دی دبلیو موفت در نقش بیل دزموند

## تولید
در ژوئن ۲۰۲۳ گزارش‌هایی منتشر شد مبنی بر اینکه فیلم آیندهٔ پل توماس اندرسن برای برادران وارنر پیکچرز ساخته خواهد شد. در آن زمان گفته می‌شد که واکین فینیکس، ویگو مورتنسن و رجینا هال از بازیگران این فیلم هستند.
در ژانویهٔ ۲۰۲۴، لئوناردو دی‌کاپریو، شان پن و رجینا هال به‌عنوان بازیگران فیلم تأیید شدند و مراحل آغاز تصویربرداری همان سال در کالیفرنیا برنامه‌ریزی شد. در فوریهٔ ۲۰۲۴ اعلام شد که آلانا هایم، تیانا تیلور، وود هریس، شینا مک‌هیل و چیس اینفینیتی به بازیگران این فیلم خواهند پیوست.
تا ۲۹ ژانویه، مراحل تولید در کاتن، کالیفرنیا آغاز شده بود. این فیلم، تحت عنوان کاری BC Project، به‌مدت ۱۱ روز در سراسر شهرستان هامبولت، در اورکا، آرکاتا، کاتن و ترینیداد فیلم‌برداری شد. در ۳ فوریه، تیم تولید به ساکرامنتو رفتند. فیلم‌برداری در ساختمان اداری شهرستان ساکرامنتو و دادگاه شهرستان ساکرامنتو انجام شد.
جانی گرینوود موسیقی این فیلم را ساخته است. این ششمین همکاری سینمایی میان او و اندرسن به‌شمار می‌رود. در مارس ۲۰۲۵، انجمن نویسندگان آمریکا تأیید کرد که فیلم‌نامه اندرسن از واینلند اثر توماس پینچن الهام گرفته شده است.

## انتشار
یک نبرد پس از دیگری قرار است در ۲۶ سپتامبر ۲۰۲۵ به‌وسیلهٔ برادران وارنر پیکچرز منتشر شود. این نخستین فیلم اندرسن است که در قالب آی‌مکس پخش می‌شود. این فیلم قبلاً قرار بود در ۸ اوت ۲۰۲۵ منتشر شود. طبق گفته ورایتی، این فیلم برای سودآوری باید ۳۰۰ میلیون دلار فروش داشته باشد.